# Idioma español en Marruecos
El idioma español es hablado en Marruecos como lengua extranjera. Es hablado principalmente en las zonas del antiguo protectorado español de Marruecos: Rif  y Tarfaya, y en Ifni.

## Historia

Territorios y posesiones españolas en el norte de África hacia 1950.

El latín se habló como lengua de administración por los conquistadores romanos en el norte del actual Marruecos entre el año 30 y el 429, en la Mauritania Tingitana:
- Latín clásico (75 a. C.-200)
- Latín tardío (200-900)
  - Lengua romance del norte de África (hasta la invasión árabe)

Llegó a haber control español de las siguientes plazas militares:
- Santa Cruz de la Mar Pequeña (1478-1526), Ifni (1934-1969)
- Cazaza (1505-1533) (1912-1956)
- Casablanca, El Jadida (1580-1640)
- Tánger (1580-1640) (1940-1945)
- Arcila (1580-1589) (1912-1956)
- Larache (1610-1689) (1912-1956)
- La Mamora (1614-1681) (1912-1956)
- Tetuán (1860-1862) (1912-1956)

Una variante de español se habló en Marruecos cuando se establecieron colonias de judíos expulsados de España. Los musulmanes expulsados de la península ibérica (moriscos), aunque también se establecieron principalmente en el norte de Marruecos, se cree que estas poblaciones no tenían el romance como lengua principal, sino una forma tardía de árabe andalusí. Con el tiempo, ambas comunidades adoptaron árabe marroquí y bereber.
Entre 1912 y 1956, España ocupó el territorio del Rif en el Norte de Marruecos, e Ifni fue ocupado entre 1934 y 1969, llegando a ser Ifni provincia española de 1958 a 1969; Cabo Juby fue ocupado entre 1916 y 1958.
Hasta la independencia del protectorado español ocurrida en 1956, una de sus principales características había sido el habla judeo-española, llamada jaquetía o haquitía, en judíos del norte de Marruecos aunque el uso de esta lengua era limitado.  En 1948 se contabilizaron más de 260.000 judíos  en total en Marruecos, aunque en el 2003 esta cifra se rebajó a tan sólo 5.500.
Actualmente, en Marruecos se habla el árabe marroquí y bereber como primeras lenguas. El francés se utiliza en dominios públicos. Entre los conocedores del español en Marruecos cabe mencionar a una parte de la población mayor de 70 años en comunidades como Alhucemas, Larache, Nador, Tánger y Tetuán, y que llegó a superar las 60000 personas.

## Estadísticas sobre hablantes de español
En 1993 se estimó que sólo había 20 000 hablantes nativos de español. Como dato más reciente, según estimaciones del INE para 2016, hay 8691 españoles residentes en Marruecos. Sin embargo hay numerosos hablantes marroquíes del español como segunda lengua. 
Farida Loudaya, la embajadora marroquí en Colombia,  declaró en 2017 que unos 7 millones de personas saben hablar español o lo entienden.
Una encuesta realizada en el 2005, refleja que el 21,9% de la población de Marruecos dice hablar español. Las regiones donde la proporción de personas capaces de hablar español resultó mayor fueron Alhucemas (73%), y Tánger (48,9%).
El estudio de Euromonitor, 2012, ofrece las siguientes estadísticas sobre las lenguas habladas en Marruecos: El 98% sabe hablar el árabe marroquí, el 63% el francés, el 43% el bereber, el 14% el inglés, y el 10% el español.
Sin embargo, una encuesta más exhaustiva, publicada en junio de 2012 por el Institut Royal des Etudes Stratégiques, determina que un 4,6% de los marroquíes tiene un buen nivel hablado, leído y escrito de español.

## El estudio del español
El español es uno de los idiomas más estudiados en el sistema educativo, junto con el árabe clásico, el bereber, el inglés y el francés. 
Según el Instituto Cervantes, hay al menos 58.382 estudiantes de español, aunque las cifras aumentan a 350.000 según datos de la Junta de Castilla y León.
El interés de aprender español por los marroquíes surge por ser España el país vecino y ser los marroquíes el grupo más numeroso de inmigrantes legales en España con 930.221(2021).
Después de Brasil, Marruecos es el país con más Institutos Cervantes del Mundo con 6, pero además existen otras 4 aulas Cervantes, con lo que la presencia del Instituto Cervantes se da lugar en 10 ciudades de Marruecos.
Existen 11 centros docentes con acción educativa española con 4.353 alumnos, donde el 16% son de nacionalidad española.